# Dante Paolo Regazzoni
Dante Paolo Regazzoni (Cortenova, 20 settembre 1916 – Lecco, 12 marzo 1999) è stato un liutaio italiano.

## Biografia
Dante Paolo Regazzoni nasce a Cortenova Valsassina. A sei anni, dopo aver ascoltato un violinista, esprime il desiderio di imparare a suonare il violino, ma la famiglia a quel tempo non è in grado di accontentarlo. A diciassette anni inizia a studiare il flauto dolce e successivamente entra a far parte di una piccola orchestra locale. Qualche anno dopo inizia a prendere lezioni di violino da Gilberto Todeschini, un giovanissimo violinista. Studia con un violino a noleggio, un'economico strumento di fabbrica, seguendo il metodo Bernardo Ferrara. In seguito si trasferisce a Lecco e cambia maestro: il nuovo docente è Annibale Galeazzi, ex allievo di Virgilio Ranzato. Non avendo le possibilità economiche che gli consentano l'acquisto di uno strumento professionale, Regazzoni continua a studiare con il violino noleggiato. Nel 1937, tornato in Valsassina, inizia a studiare liuteria come autodidatta. Nel 1954 si iscrive all’ANLAI (Associazione Nazionale Liuteria Artistica italiana), il cui presidente, all'epoca, era Gioacchino Pasqualini, dal quale ottiene i modelli e le misure che gli consentono di avviare l'attività di liutaio in un piccolo laboratorio ubicato a Cortenova, in via Alessandro Volta. Nel frattempo, continua la sua ricerca di materiale utile per migliorare il suo approccio all'arte della liuteria ed elaborare una tecnica personale, consultando liutai in Brianza, a Cremona e a Milano.
In quel periodo, si attiva il sodalizio con i fratelli Leandro e Giacomo Bisiach, la cui liuteria è ubicata in corso Magenta a Milano. Questo rapporto di collaborazione durerà circa quarant'anni e consentirà a Regazzoni di entrare in contatto con alcuni tra i liutai più noti del Novecento, quali Gaetano Sgarabotto, Giuseppe Stefanini, Ferdinando Garimberti, Sesto Rocchi e Giuseppe Lucci. Durante questo periodo realizzerà numerosi strumenti a corda.

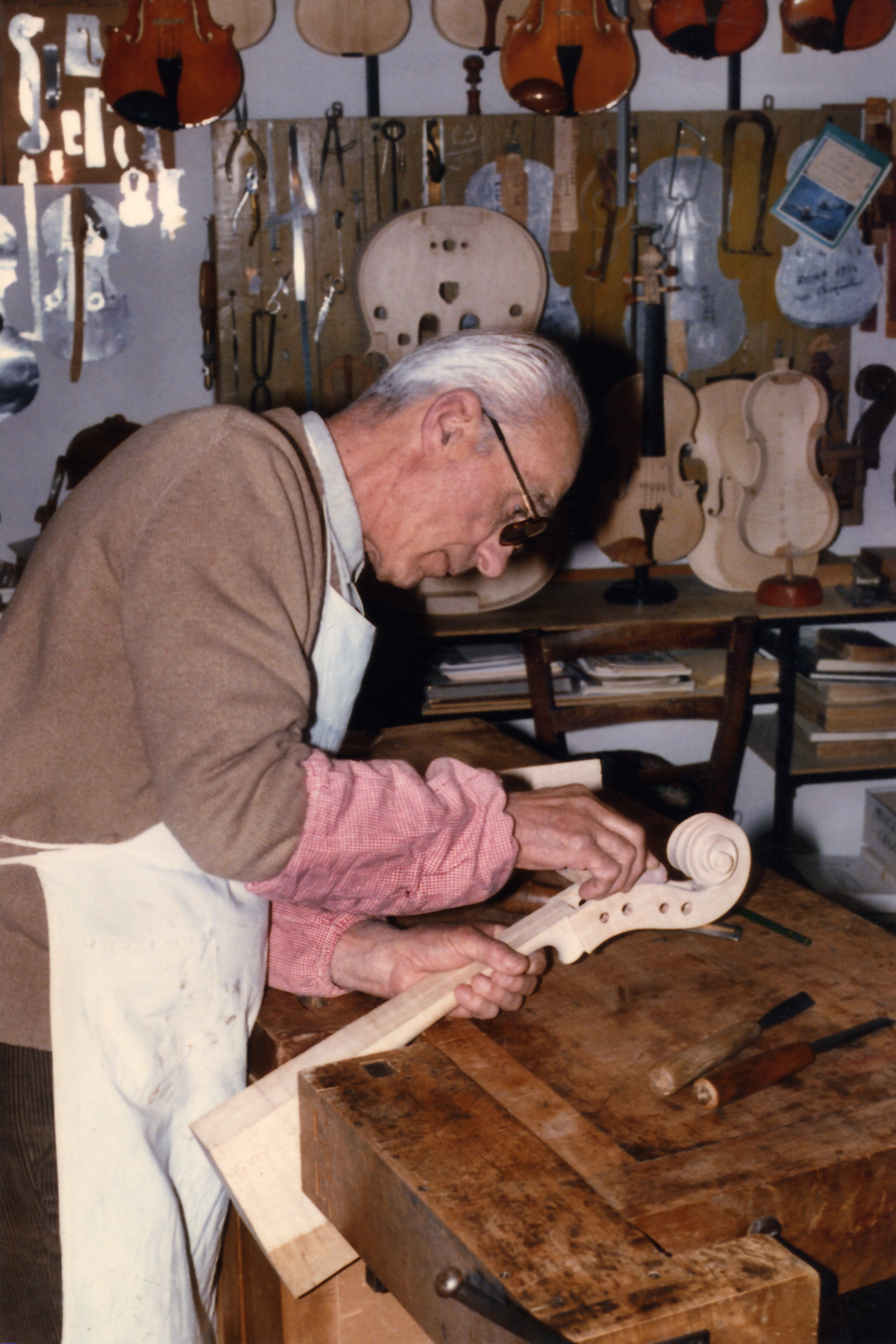
Dante Paolo Regazzoni nel suo laboratorio a Cortenova Valsassina

Nel 1956, partecipa al III Concorso Nazionale di Liuteria Contemporanea, bandito dall'Accademia Nazionale di Santa Cecilia, conseguendo i seguenti riconoscimenti: medaglia d'oro dell'Accademia Nazionale S. Cecilia nella graduatoria gruppo strumenti (violino e viola); premio della Presidenza del Consiglio dei Ministri per una viola; secondo posto nella graduatoria viole.
Nel 1957, prende parte al Concorso Internazionale Liutistico "Wienawski-Wettewerb" di Poznam (Polonia) risultando primo degli italiani, a pari merito con Otello Bignami.
Nel 1958, a Pegli, è presente con uno dei suoi violini alla II mostra del violino Antico e Moderno. Sempre nello stesso anno, al Concorso di Maestro Liutaio presso la Scuola Internazionale di Liuteria di Cremona, si classifica tra i sei finalisti. Nel 1959, raggiunge ottimi risultati partecipando con una viola alla rassegna internazionale di Ascoli Piceno.
Sempre con una viola, nel 1968 partecipa alla I Rassegna Mostra di Liuteria Moderna a Bagnacavallo, conseguendo il diploma di partecipazione e di merito.
Nel 1976, alla Triennale internazionale degli strumenti ad arco di Cremona, presenta un violino e due viole.
Una delle sue viole e molti oggetti appartenuti al suo laboratorio di Valsassina diventano parte integrante del Museo della Liuteria (MUSA) presso l’Auditorium Parco della Musica di Roma, mentre uno dei violini da lui creati fa parte della collezione permanente del Museo del Violino di Cremona..
Negli ultimi trent’anni della sua vita, Regazzoni prosegue con la sua attività di liutaio nel suo laboratorio di Cortenova, creando molti strumenti, tra i quali violini, viole, tre violoncelli e due chitarre.

## Gli strumenti

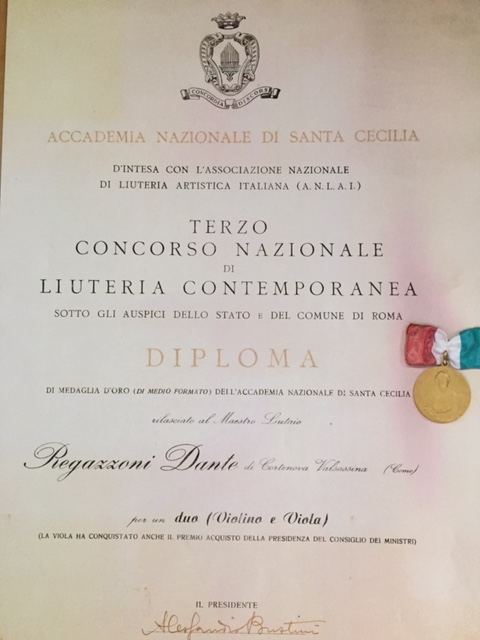
Diploma conseguito al III Concorso Nazionale di Liuteria Contemporanea

Regazzoni ha seguito i modelli classici della tradizione liutaia aggiungendo alcune personalizzazioni frutto della sua costante ricerca. Ad esempio, peculiari sono la giunzione dei filetti, lo scavo dello sguscio delle punte, l'intaglio della chiocciola e la vernice arancio che utilizza sugli strumenti. In particolare, la vernice da lui utilizzata negli anni aveva lo scopo specifico di esaltare la marezzatura del legno d'acero di cui era fatto il fondo dei violini.
Un violino e un violoncello realizzati da Regazzoni sono suonati rispettivamente da Giacomo Lucato e da Martino Simionato, membri del Quartetto Goldberg. Anche tre membri del quartetto Alla Maniera Italiana suonano strumenti realizzati dal Regazzoni.

## Collezioni
La collezione più importante è tuttora di proprietà della famiglia ed è composta da diverse tipologie di strumenti, tra i quali violini, viole e violoncelli.
La viola grazie alla quale Regazzoni vinse il premio acquisto della Presidenza del Consiglio dei Ministri al III Concorso Nazionale di Liuteria Contemporanea di Roma del 1956, è esposta al Museo degli strumenti Musicali (MUSA) presso l'Auditorium Parco della Musica di Roma, insieme a numerosi attrezzi appartenuti al suo laboratorio di Cortenova, donati dai figli nel 2007. Presso il MUSA è esposto anche il diploma conseguito al III Concorso Nazionale di Liuteria Contemporanea.
Il Museo del Violino di Cremona conserva nella collezione permanente un violino da lui creato.